# Йосипівка (зупинний пункт, Південно-Західна залізниця)
Йо́сипівка — пасажирський зупинний пункт Коростенського напрямку Коростенської дирекції залізничних перевезень Південно-Західної залізниці. Розташована біля села Йосипівка.
Розміщується між зупинними пунктами Тишів (відстань — 4 км) та 130 км (відстань — 3 км). Відстань від станції Київ-Пасажирський — 127 км.
Лінія, на якій розташовано платформа, відкрита 1902 року як складова залізниці Київ — Ковель.
Платформа Йосипівка виникла до 1931 року під назвою роз'їзд Йосипівка (рос. Юзефовка), у 1932 році на ділянці Тетерів — Коростень було прокладено другу колію. 1982 року лінію, на якій розташований зупинний пункт, електрифіковано.